# گوزمان کاسکا
گوزمان کاسکا (انگلیسی: Guzmán Casaseca؛ زادهٔ ۲۶ دسامبر ۱۹۸۴) بازیکن فوتبال اهل اسپانیا است.
از باشگاه‌هایی که در آن بازی کرده‌است می‌توان به باشگاه فوتبال دپورتیوو آلاوس، باشگاه فوتبال رئال وایادولید، باشگاه فوتبال کوردوبا، باشگاه فوتبال لاس پالماس، و باشگاه فوتبال خرز اشاره کرد.